# Frontera entre Hongria i Sèrbia
La frontera entre Hongria i Sèrbia es la frontera internacional entre Hongria, estat membre de la Unió Europea i integrat en l'espai Schengen, de Sèrbia. Té una longitud total de 164 kilòmetres. Separa la regió autònoma sèrbia de Vojvodina (districtes de Banat del Nord, Bačka del Nord i Bačka de l'Oest) dels comtats hongaresos de Bács-Kiskun i Csongrád.

## Traçat
La frontera corre aproximadament d'oest a est, separant el sud d'Hongria i el nord de Sèrbia des del trifini entre ambdós estats i Croàcia fins al trifini entre ambdós estats i Romania al costat hongarès al sud i al costat serbi al nord. El riu Tisza separa els països un pocs quilòmetres del recorregut.

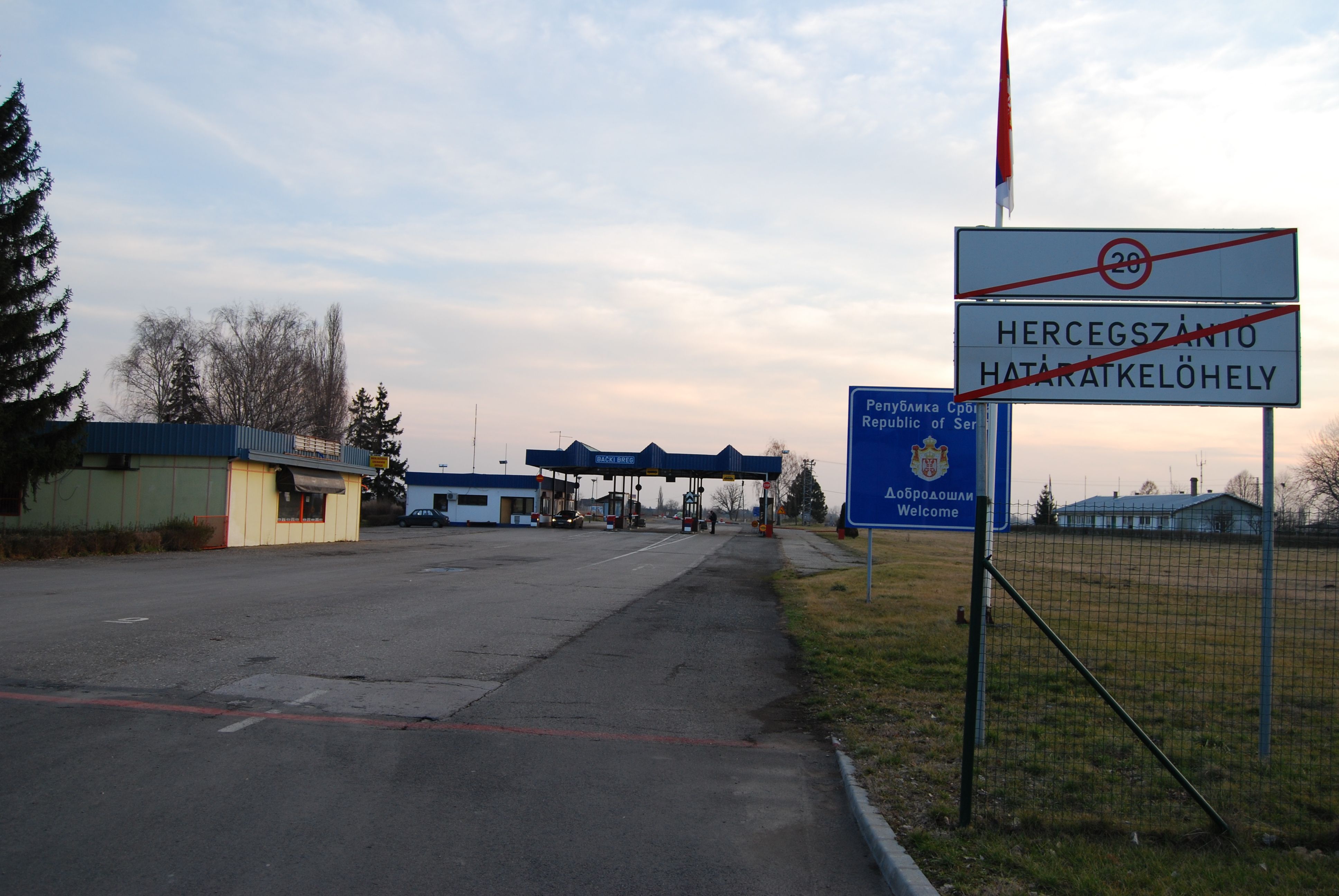
Pas fronterer en el costat hongarès en direcció a Sèrbia no gaire lluny de les viles de Hercegszántó i de Bački Breg.

## Història
Aquesta frontera quedà establerta a la fi de la Primera Guerra Mundial (1918) quan es va dissoldre l'Imperi Austrohongarès i algunes de les seves províncies (Croàcia, Eslovènia i Bòsnia i Hercegovina) s'uniren al regne de Sèrbia per formar el Regne dels Serbis, Croats i Eslovens, després regne de Iugoslàvia segons els tractats de Saint-Germain (1919) i Trianon (1920). Després de la Segona Guerra Mundial Sèrbia fou una de les repúbliques constitutives de la República Federal Socialista de Iugoslàvia. Després de la dissolució de Iugoslàvia en 1991 Sèrbia va formar la República Federal de Iugoslàvia, des de 2003 Sèrbia i Montenegro, fins que en 2006, amb la independència de Montenegro, la frontera que la separa d'Hongria és únicament la frontera amb Sèrbia.
En juliol de 2015 Hongria va començar la construcció d'un mur a la frontera d'una longitud de la prova de 150 metres prop de Mórahalom, per tal de reduir el flux d'immigrants a la frontera externa de la zona Schengen. Aquesta construcció segueix al tancament de la frontera al juny de 2015. La realització del mur sobre els 164 kilòmetres de la frontera suposaria una despesa de 20 milions d'euros.